# Te l'avevo detto (film)
Te l'avevo detto è un film del 2023 diretto da Ginevra Elkann, al suo secondo lungometraggio.

## Trama
Roma, un insolito gennaio. In un fine settimana invernale, le temperature salgono inaspettatamente e il termometro comincia segnare valori insoliti per il periodo.
All'inizio i protagonisti ne sono felici, poiché possono godere di un sole splendente. Quando il caldo continua ad aumentare divenendo insopportabile, tutti, animali compresi, sembrano impazzire ed iniziano ad affrontare tutto ciò che fino a quel momento avevano abilmente evitato nelle loro vite.

## Distribuzione
Presentato in anteprima al Toronto Film Festival 2023 e alla Festa del Cinema di Roma 2023, il film è uscito nelle sale italiane il 1º febbraio 2024 distribuito da Fandango.